# Schusterjungs
Schusterjungs ist eine deutsche Band aus Weißenfels, Sachsen-Anhalt, die sich selbst dem Oi-Spektrum zuordnet.

## Bandgeschichte
Im Frühling 1998 gründete sich die noch namenlose Band und begann mit Proben in einem kleinen Heizungskeller. Nach einiger Zeit beschlossen sie, sich nach dem Wahrzeichen ihrer Heimatstadt, dem Schusterjungen von Weißenfels, zu nennen. Schusterjungs sind bei dem magdeburgischen Label Bandworm Records unter Vertrag.

## Kontroversen
Die Band ist wegen ihrer Nähe zum rechtsextremen Milieu in der Oi-Szene umstritten.
Immer wieder tritt Schusterjungs auf Rechtsrock-Konzerten auf. So teilten sie sich unter anderem 2018 die Bühne mit der RAC-Band "Pressure 28".
Stefan „Klatscher“ Lahmer spielte neben Schusterjungs zeitgleich als Bassist in der Rechtsrock-Band Kraftschlag. 2018 dokumentierte Exif-Recherche seine Teilnahme am Neonazi-Konzert "Tage der nationalen Bewegung" in Themar.

## Texte
Die Texte der Schusterjungs handeln nach eigenen Angaben von der Verbundenheit mit der Arbeiterklasse, dem Skinheadkult, besten Freunden, und Frauen als Sexobjekt.

## Diskografie

### EP
- Schusterjungs (2002)

### Alben
- Wir sind fertig für die Schlacht (2004)
- Unser Herz schlägt ... (2006)
- Unvergänglich - lebenslänglich (2011)

### DVD
- Schusterjungs - Record Release Party (2006)

### Sampler
- Oi! Punk & Iro Attacken (2001)
- Neues von der Straße ... (2006)
- Oi! The Singles Collection of Bandworm Records Vol. 1 (2006)
- BACK TO THE BASEMENT - SAMPLER (2016)